# Hohenselchow-Groß Pinnow
Hohenselchow-Gross Pinnow est une commune allemande de l'arrondissement d'Uckermark, Land de Brandebourg.

## Géographie
La commune comprend les quartiers de Hohenselchow et Groß Pinnow.
|         | Hohenreinkendorf         |       |
| Casekow | Hohenselchow-Groß Pinnow | Gartz |
|         | Schwedt-sur-Oder         |       |

## Histoire
Hohenselchow est mentionné pour la première fois en 1240, Pinnow en 1261.
La commune actuelle est issue de la fusion le 26 octobre 2003 de Hohenselchow et Groß Pinnow.

## Démographie
| Année | Hohenselchow | Groß Pinnow |  | Année | Hohenselchow- Groß Pinnow |
| ----- | ------------ | ----------- |  | ----- | ------------------------- |
| 1875  | 932          | 814         |  | 2003  | 903                       |
| 1910  | 827          | 519         |  | 2005  | 880                       |
| 1939  | 825          | 661         |  | 2010  | 853                       |
| 1946  | 1 087        | 794         |  | 2011  | 818                       |
| 1950  | 1 133        | 886         |  | 2012  | 795                       |
| 1971  | 937          | 682         |  | 2013  | 792                       |
| 1990  | 651          | 420         |  | 2014  | 795                       |
| 1995  | 613          | 361         |  | 2015  | 817                       |
| 2000  | 604          | 344         |  | 2016  | 785                       |
| 2002  | 578          | 337         |  | 2017  | 780                       |